# Kevin G. Lamb
Kevin G. Lamb is een Schots componist, muziekpedagoog, dirigent en arrangeur. 

## Levensloop
Lamb werd na zijn muziekstudies militaire kapelmeester van de Band of the Corps of Royal Electrical and Mechanical Engineers en de Band of the Argyll and Sutherland Highlanders (Princess Louise's). Vervolgens werd hij instructeur en hoofd van de Royal Military School of Music "Kneller Hall" in Twickenham. In 1999 ging hij met pensioen, maar werd dirigent van diverse civiele blaasorkesten en muziekverenigingen zoals de Capital Concert Band in Edinburgh. Verder werkt hij als docent aan diverse Schotse en Britse universiteiten. Tegenwoordig is hij woonachtig in Perth.
Hij bewerkte een groot aantal van klassieke werken voor harmonieorkest, bijvoorbeeld Nibelungen March, van Gottfried Sonntag naar het motief "Siegfried-Ruf" uit de opera Siegfried van Richard Wagner, de ouverture tot Le roi d'Ys van Édouard Lalo, een "Carmen Suite" uit de opera Carmen van Georges Bizet, de "Bekroningscène" uit de opera Boris Godoenov van Modest Moessorgski en de ouverture tot de opera L'impresario in angustie van Domenico Cimarosa. Ook brassbandstukken bewerkte hij voor harmonieorkest, zoals Vizcaya van Gilbert Vinter.
Daarnaast schreef hij ook eigen werken – rond 90 stukken – voor harmonieorkest, brassband en kamermuziek. Meestal componeerde hij opdrachten, zoals de mars Fortune Favours the Bold voor het NATO Allied Rapid Reaction Corps en de mars The Hills of Korea voor de Britse Korean Veterans Association. Lamb was genomineerd voor de Ivor Novello Awards.

## Composities

### Werken voor harmonieorkest of brassband
- Fortune Favours the Bold (1993)
- Pipe Dreams, voor doedelzak, trompetten en harmonieorkest
- Skye Boat Song & Highland Cradle Song, voor doedelzak en harmonieorkest
- Tarantula Tarantella, voor hoorn en harmonieorkest
- The Glendaruel Highlanders, voor doedelzak en harmonieorkest
- The Hills of Korea, voor harmonieorkest - ook in een versie voor brassband
- The Knights of St John, voor harmonieorkest - ook in een versie voor brassband

### Kamermuziek
- Holyrood fanfare, voor koperblazers (2007)
- Spirit of Scotland fanfare, voor koperblazers (2007)
- My Bonny Boy, voor altsaxofoon en piano
- Skye Boat Song, voor koperkwartet (2 trompetten, hoorn, trombone/eufonium)
- St. Clement - The Day Thou Gavest, hymne voor doedelzak en orgel
- The drunken Sailor, voor tenorsaxofoon (of eufonium) en piano
- The Glendaruel Highlanders, voor doedelzak en piano